# Умберто Елгуета
Умберто Елгуета (Сантијаго, 10. септембра 1904 - 28. новембра 1976) био је чилеански фудбалер који је играо на позицији везног играча. Учествовао је као део чилеанске репрезентације на првом Светском првенству у фудбалу 1930. године у Уругвају.

## Национална селекција
Био је део националног тима Чилеа између 1920. и 1930. године. Његов деби за национални тим био је 11. септембра 1920. против Бразила за јужноамеричко првенство 1920. године, где је његов тим био домаћин на том турниру.
Био је стартер у првом мечу који је чилеанска национална репрезентација одиграла на Светском првенству, мечу који се завршио победом над Мексиком.
Укупно је одиграо тринаест утакмица за репрезентацију Чилеа, једанаест званичних и две незваничне.

### Учешће на светским куповима
| Турнир           | Домаћин | Исход       | Број мечева |
| ---------------- | ------- | ----------- | ----------- |
| Светски куп 1930 | Уругвај | Групна фаза | 1           |

### Учешће на првенству Јужне Америке
| Турнир                        | Домаћин | Исход         | Број мечева |
| ----------------------------- | ------- | ------------- | ----------- |
| Јужноамеричко првенство 1920. | Чиле    | Четврто место | 3           |
| Јужноамеричко првенство 1922. | Бразил  | Пето место    | 4           |